# Lorenz Heister
Lorenz Heister (Latijn: Laurentius Heister) (Frankfurt am Main, 19 september 1683 – Bornum am Elm, 18 april 1758) was een Duits anatoom, chirurg en botanicus.

## Levensloop
Van 1702 tot 1706 studeerde Heister aan de universiteit van Giessen en Wetzlar, daarna verhuisde hij naar Amsterdam, waar hij anatomie studeerde bij Frederik Ruysch (1638–1731). In de zomer van 1707 was hij assistent-arts in veldhospitalen in Brussel en Gent tijdens de Spaanse Successieoorlog. Vervolgens reisde hij naar Leiden, waar hij anatomie studeerde bij Bernhard Siegfried Albinus (1653–1721) en Govert Bidloo (1649–1713), en woonde hij ook de lezingen van Herman Boerhaave over scheikunde en oogziekten bij. In 1708 behaalde hij zijn doctoraat aan de Universiteit van Harderwijk, en in de zomer van 1709 voegde hij zich tijdens het beleg van Doornik weer bij het Nederlandse leger als veldchirurg. Kort daarna onderscheidde hij zich in de behandeling van de gewonden uit de Slag bij Malplaquet.
In 1711 werd hij benoemd tot hoogleraar anatomie en chirurgie aan de Universiteit van Altdorf, en vanaf 1720 was hij hoogleraar anatomie en chirurgie in Helmstedt, waar hij de rest van zijn leven bleef. Tijdens zijn ambtsperiode bij Helmstedt gaf hij ook lessen in de plantkunde en praktische geneeskunde. In 1730 werd hij verkozen tot Fellow van de Royal Society.
Zijn bekendste werk is Chirurgie, een boek over chirurgie dat in meerdere talen is vertaald. Het werd op grote schaal gebruikt in Japan, en werd in Wenen tot 1838 nog steeds als standaardtekst gebruikt. Heisters botanische tuin in Helmstedt werd als een van de mooiste van Duitsland beschouwd.
In 1718 muntte hij het woord "tracheotomie". Ook wordt hij gecrediteerd omdat hij de eerste arts was die een postmortem-sectie van een blindedarmontsteking uitvoerde. Het plantengeslacht Heisteria ontleent zijn naam aan hem, evenals de spiraalkleppen van Heister, gedefinieerd als anatomische plooien van het cystische kanaal. Hij stierf in Bornum am Elm.
Zijn botanische geschriften werden in 1755 gepubliceerd als Beschreibung eines neuen Geschlechts, met geïllustreerde beschrijvingen van planten.

## Belangrijke werken
- Compendium anatomicum, oorspronkelijke uitgave in 1721, 10 edities in totaal.
- Chirurgie, oorspronkelijke uitgave in 1731, 15 edities in totaal.
- Institutiones chirurgicae, 1749.
- Beschreibung eines neuen Geschlechts, Braunschweig 1755 (Beschr. Neu. Geschl.)[1]

- Bibsys: 2056856
- Biblioteca Nacional de Chile: 000161550
- Biblioteca Nacional de España: XX1302837
- Bibliothèque nationale de France: cb161346519 (data)
- Author citation (botany): Heist.
- Catàleg d'autoritats de noms i títols de Catalunya: 981058526876906706
- CiNii: DA12696966
- Gemeinsame Normdatei: 118800310
- International Standard Name Identifier: 0000 0001 0884 2542
- Library of Congress Control Number: n82045146
- Mathematics Genealogy Project: 224899
- Nationale Bibliotheek van Tsjechië: nlk20000079344
- Nationale Bibliotheek van Israël: 987007262530705171
- Nationale Bibliotheek van Polen: a0000003708844
- Nederlandse Thesaurus van Auteursnamen: 069548935
- Réseau des bibliothèques de Suisse occidentale: 02-A003360239
- Istituto Centrale per il Catalogo Unico: SBLV095810
- LIBRIS: 331339
- SNAC: w61k2pcz
- Système universitaire de documentation: 077132157
- Virtual International Authority File: 143145857836223020026
- WorldCat: E39PBJfGXHrYkx3JQxWF6qJqwC